# Klaudia Socha
Klaudia Socha – polska filolog, dr hab. nauk humanistycznych, adiunkt Katedry Edytorstwa i Nauk Pomocniczych Wydziału Polonistyki Uniwersytetu Jagiellońskiego.

## Życiorys
27 czerwca 2005  obroniła pracę doktorską Czytelnictwo w dawnej Polsce w świetle osiemnastowiecznych list prenumeratorów, 10 maja 2017 habilitowała się na podstawie pracy zatytułowanej Typografia publikacji pochodzących z drukarń Uniwersytetu Jagiellońskiego 1674-1819. Jest adiunktem w Katedrze Edytorstwa i Nauk Pomocniczych na Wydziale Polonistyki Uniwersytetu Jagiellońskiego.
Była wykładowcą w Instytucie Humanistycznym Państwowej Wyższej Szkole Zawodowej im. Stanisława Pigonia w Krośnie.